# 额枋
额枋又称檐枋（宋称阑额），横架在檐柱头上连贯两檐柱的横木，称为额枋。有些额枋是上下两层叠重叠的，在上的称为大额枋，在下的称为小额枋。大额枋和小额枋之间夹垫板，称为由额垫板。。额枋上置平板枋。
南北朝及之前多置于柱顶，隋唐后才移到柱间。
西方古典建筑中，类似的部件称为architrave。